# Punctualiteit
Punctualiteit is de mate van stiptheid of nauwkeurigheid.
De term wordt het meest gebruikt in het openbaar vervoer om aan te geven in welke mate de uitvoering van een lijndienst overeenkomt met de vooraf aan de klant aangegeven tijdsplanning. Deze tijdsplanning is te vinden in de dienstregeling van de betreffende lijndienst.
Punctualiteit is primair een proceskwaliteitsindicator: het zegt iets over de mate waarin de productie wat betreft het aspect 'tijd' overeenkomt met de planning. Het zegt dus niet noodzakelijkerwijs iets over de attractiviteit van de vervoerdienst vanuit het perspectief van de klant.
Het feit dat de punctualiteit gerelateerd wordt aan de planning maakt duidelijk dat het op zich niet moeilijk is om een lijndienst punctueel te laten rijden: dat is simpelweg een kwestie van een zeer ruime tijdsplanning. Het nadeel daarvan is dat met een zeer ruime tijdsplanning de vervoersnelheid aanzienlijk lager is dan in theorie mogelijk, waardoor de attractiviteit van de vervoerdienst afneemt en de productiekosten toenemen, met als resultaat dat de vervoerprijs stijgt en het aantal klanten daalt. Anderzijds leidt een te krappe tijdsplanning tot een te groot aantal afwijking in de aankomsttijden, wat net zo goed leidt tot een daling van de attractiviteit, met name indien er aansluitingen op andere vervoerdiensten gemist worden. Het zal duidelijk zijn dat hier door het vervoerbedrijf een optimum in gevonden moet worden.
Naast het toevoegen van een verantwoorde hoeveelheid tijdsmarge is het voorkomen van tijdsverstoringen tijdens de vervoerproductie misschien nog wel veel belangrijker. Maar ook hier speelt de kostenfactor weer een doorslaggevende rol. Extreem betrouwbare en zeer ruim gedimensioneerde productiemiddelen leiden tot hoge kosten en dus in hogere vervoerprijzen.
Binnen de bedrijfsmatige praktijk van het openbaar vervoer is punctualiteit dus nooit een doel op zich, maar altijd een afweging tussen snelheid, betrouwbaarheid, vervoerprijs en het klantoordeel daarover. Bedrijfseconomisch gezien praat je dan over tijdsverstoringspreventie- en -bestrijdingskosten ten opzichte van de klantopbrengsten.